# COROT
COROT (del francès: COnvection ROtation et Transits planétaires; català: COnvecció ROtació i Trànsits planetàris) és una missió espacial de l'Agència Espacial Francesa (CNES) conjuntament amb l'Agència Espacial Europea (ESA) i altres col·laboradors internacionals. Els dos objectius principals de la missió és trobar planetes extrasolars amb curts períodes orbitals, particularment aquells que superen la mida terrestre, i realitzar una astrosismologia mesurant les oscil·lacions de tipus solars en estrelles. Va ser llançat a les 14:28:00 UTC del 27 de desembre de 2006, dintre d'un coet transportador Soiuz 2.1b, informant de la seva primera llum el 18 de gener de 2007. A continuació, la sonda va començar a recopilar dades científiques a partir del 2 de febrer de 2007. COROT és la primera nau espacial dedicada a la detecció de trànsits de planetes extrasolars, obrint el camí per a les sondes més avançades, com la Kepler i possiblement la TESS i PLATO. Va detectar el seu primer planeta extrasolar, el COROT-1b, al maig del 2007, només 3 mesos després de començar les observacions. Les operacions de vol de la missió va ser programat originalment per finalitzar en 2,5 des del llançament però es va ampliar fins al 2013. Una nova ampliació de la missió ha estat proposada per mantenir el COROT en operacions fins al 2015. El de 2 de novembre de 2012, el CoRoT va patir un error informàtic que va ser impossible d'aconseguir qualsevol dada del telescopi; els esforços de recuperació encara estan en marxa.

## Descripció

### Disseny de la nau espacial
El disseny òptic del COROT minimitza extravia la llum difusa des de la Terra i ofereix un camp de visió de 2,7° per 3,05°. El camí òptic del COROT consisteix d'un telescopi afocal de 27 cm de diàmetre fora de l'eix resguardat en un deflector opac de dues etapes específicament dissenyat per bloquejar la llum solar reflectida per la Terra i una càmera que consisteix en un objectiu i una caixa focal. A l'interior de la caixa focal hi ha un grup de quatre detectors de CCD protegit contra la radiació per un protector d'alumini de 10mm de gruix. Els CCDs d'astrosismologia són desenfocats per un cap de 760μm de l'objectiu diòptric per evitar la saturació de brillantor de les estrelles. Un prisma davant dels CCDs de detecció de planetes permet un petit espectre dissenyat per dispersar més fortament les ones blaves.
El quatre sensors CCD es basen el model 4280 CCDs oferits per E2V Technologies. Aquests CCDs són dissenys transferidors de fotogrames, afinats i amb il·luminació posterior en un panell de 2048 per 2048 píxels. Cada píxel és de 13,5 × 13,5μm² de mida que correspon a una mida de píxel angular de 2,32 segons d'arc. Els CCDs són refrigerats a −40 °C. Aquests sensors són disposats en un patró quadrat amb dos CCDs dedicats cadascun per a la detecció planetària i astrosismologia. El corrent de dades de sortida dels CCDs són connectats en dues cadenes. Cada cadena té un CCD de detecció planetària i un CCD d'astrosismologia. El camp de visió per a la detecció planetària és de 3,5°.
El satèl·lit, muntat per Cannes Mandelieu Space Center, tenia una massa de llançament de 630 kg, és de 4,10 m de llarg, 1,984 m de diàmetre i està alimentat per dos panells solars.

### Disseny de la missió
El satèl·lit observa en perpendicular al seu pla orbital, sense problemes d'ocultació de la Terra, permetent fins a 150 dies d'observació contínua. Aquestes sessions d'observació, anomenades "Long Runs", permet la detecció de planetes més petits i a llarg termini. Durant els 30 dies restants entre els dos períodes d'observació principals, COROT observa altres parts del cel per unes poques setmanes anomenades "Short Runs", en ordre d'analitzar un gran nombre d'estrelles pel programa astrosísmic. Després de la pèrdua de la meitat del camp de visió a causa d'un error de programari del Data Processing Unit #1 al març del 2009, l'estratègia d'observació es va canviar a 3 mesos, per tal d'optimitzar el nombre d'estrelles observades i l'eficiència de detecció.
Per tal d'evitar el Sol que entra en el seu camp de visió, durant l'estiu de l'hemisferi nord, el COROT observa en una àrea al voltant del Serpens Cauda, cap al centre galàctic, i durant l'hivern s'observa a Unicorn, en l'anticentre galàctic. Ambdós "ulls" del COROT han estudiat a les observacions preliminars realitzades entre 1998 i 2005, permetent la creació d'una base de dades, anomenada COROTSKY, amb dades sobre les estrelles localitzades en aquestes dues zones del cel. Això permet la selecció dels millors camps d'observació: el programa de recerca d'exoplanetes requereix controlar un gran nombre d'estrelles nanes, i evitant les estrelles gegants, on els trànsits planetaris són massa poc profunds perquè siguin detectables. el programa astrosísmic requereix estrelles més brillants que en magnitud 9, i cobrir molts tipus d'estrelles diferents com sigui possible. A més, per tal d'optimitzar les observacions, els camps de visió no han de ser massa escassos - per reduir el nombre d'objectius - o massa plens - per massa estrelles superposades. Diversos camps han estat ja observats:
- IRa01, del 18 de gener de 2007 al 3 d'abril de 2007 - 9879 estrelles observades;
- SRc01, del 3 d'abril de 2007 al 9 de maig de 2007 - 6975 estrelles observades;
- LRc01, del 9 de maig de 2007 al 15 d'octubre de 2007 - 11408 estrelles observades;
- LRa01, del 15 d'octubre de 2007 al 3 de març de 2008 - 11408 estrelles observades;
- SRa01, del 3 de març de 2008 al 31 de març de 2008 - 8150 estrelles observades;
- LRc02, del 31 de març de 2008 al 8 de setembre de 2008 - 11408 estrelles observades;
- SRc02, del 8 de setembre de 2008 al 6 d'octubre de 2008 - 11408 estrelles observades;
- SRa02, del 6 d'octubre de 2008 al 12 de novembre de 2008 - 10265 estrelles observades;
- LRa02, del 12 de novembre de 2008 al 30 de març de 2009 - 11408 estrelles observades;
- LRc03, del 30 de març de 2009 al 2 de juliol de 2009 - 5661 estrelles observades;
- LRc04, del 2 de juliol de 2009 al 30 de setembre de 2009 - 5716 estrelles observades;
- LRa03, del 30 de setembre de 2009 a l'1 de març de 2010 - 5289 estrelles observades;
- SRa03, de l'1 de març de 2010 al 2 d'abril de 2010;
- LRc05, del 2 d'abril de 2010 al 5 de juliol de 2010;
- LRc06, del 5 July 2010 al 27 de setembre de 2010;
- LRa04, del 27 de setembre de 2010 al 16 de desembre de 2010;
- LRa05, del 16 de desembre de 2010 al 5 d'abril de 2011;
- LRc07, del 5 d'abril de 2011 al 30 de juny de 2011;
- SRc03, de l'1 de juliol de 2011 al 5 de juliol de 2011 - es va tornar a observar el trànsit del COROT-9b;
- LRc08, del 6 de juliol de 2011 al 30 de setembre de 2011;
- SRa04, del 30 de setembre de 2011 al 28 de novembre de 2011;
- SRa05, del 29 de novembre de 2011 al 9 de gener de 2012;
- LRa06, del 10 de gener 2012 al 29 de març de 2012 - es va dedicar una reobservació de COROT-7b;
- LRc09, del 10 d'abril de 2012, en progrés.

La sonda controla la brillantor de les estrelles amb el temps, buscant l'enfosquiment lleu que passa en intervals regulars quan els planetes transiten el seu estel principal. En cada camp, el COROT grava la brillantor de centenars d'estrelles en el seu rang de magnitud V d'11 a 16 per a l'estudi de planetes extrasolars. De fet, els objectius estel·lars més brillants que 11 saturen els sensors CCD d'exoplanetes, donant dades errònies, mentre que estrelles més febles que 16 no lliuren suficient fotons per permetre deteccions planetàries. El COROT és prou sensible per detectar planetes rocosos amb un radi de dues vegades més grans que la Terra, orbitant estrelles més brillants que 14; també s'espera descobrir nous gegants de gas a tota la gamma de magnitud.
El COROT també portarà a terme astrosismologia. Pot detectar variacions de lluminositat associades amb polsacions acústiques estel·lars. Aquest fenomen permet el càlcul de la massa precisa d'una estrella, edat i composició química i pot ajudar en les comparacions entre el sol i altres estrelles. Per aquest programa, en cada camp de visió hi ha un objectiu estel·lar principal per a l'astrosismologia així com fins a nou altres objectius. El nombre d'objectius per observar s'han reduït a la meitat després de la pèrdua del Data Processing Unit #1.
La missió va començar el 27 de desembre de 2006 quan un coet Soiuz 2-1b rus va situar el satèl·lit en una òrbita polar circular amb una altitud de 827 km. La primera campanya d'observació científica va començar el 3 de febrer de 2007.
Fins al març de 2013, el cost de la missió arriba en 170 milions d'euros, dels quals el 75% ho financia l'agència espacial francesa CNES i el 25% contribuït per Àustria, Bèlgica, Alemanya, Espanya, Brasil i l'Agència Espacial Europea ESA.

## Desenvolupament
El contractista principal per al muntatge del vehicle COROT va ser el CNES, on els components individuals foren lliurats per al muntatge final del vehicle. La zona de l'equipament del COROT, conté l'electrònica de recopilació de dades i de pre-processament, va ser creada en el Laboratori LESIA de l'Observatori de París i va prendre 60 persones treballant durant un any per finalitzar-se. La càmera COROT, va ser creada pel Laboratori LESIA, amb 25 persones treballant-hi durant un any per finalitzar-se.

## Potencial
Abans de l'inici de la missió, l'equip va dir amb cautela que el COROT només seria capaç de detectar planetes poques vegades més grans que la Terra o majors, i que no va ser dissenyat específicament per detectar planetes habitables. Segons el comunicat de premsa per anunciar els primers resultats, els instruments del COROT està portant a terme amb més precisió del que s'havia predit, i pot ser capaç de trobar planetes fins a la mida de la Terra amb òrbites curtes al voltant de petites estrelles.
El mètode de trànsit requereix la detecció d'almenys dos trànsits, per tant, els planetes detectats principalment tindran un període orbital per sota de 75 dies. Els candidats que mostren només hagin demostrat un trànsit han estat retrobats, persistint la incertesa sobre el seu període orbital exacte.
S'assumeix que el COROT només pugui detectar un petit percentatge de planetes dins dels camps d'estrelles observades, a causa del baix percentatge d'exoplanetes que farien trànsit des de l'angle d'observació del nostre sistema solar. Les possibilitats de veure un planeta que transita per la seva estrella mare és inversament proporcional al diàmetre de l'òrbita del planeta, de manera que prop de les deteccions de planetes superen en nombre als planetes exteriors. El mètode de trànsit també està esbiaixat cap als planetes grans, ja que els seus trànsits més profund són més fàcils de detectar que els baixos eclipsis induïts pels planetes terrestres.

## Error del Data Processing Unit #1
En el 8 de març de 2009, el satèl·lit va patir una pèrdua de comunicacions amb el Data Processing Unit #1, el processament de dades d'una de les cadenes del fotosensor de la nau espacial. Les operacions científiques es van reprendre aviat a l'abril amb el Data Processing Unit #1 sense línia amb el Data Processing Unit #2 operant de manera normal. Aquesta pèrdua del sensor número 1 resulta en la pèrdua d'un dels CCD dedicats a l'astrosismologia i un CCD dedicat a la detecció de planetes. El camp de visió del satèl·lit va ser llavors reduït al 50%, però sense cap degradació de la qualitat de les observacions. La pèrdua del canal 1 sembla permanent.

## Seguiment del programa
La rendiment de descobriments de planetes en trànsit està dictada per la necessitat de seguiment d'observacions terrestres, necessaris per verificar la naturalesa planetària dels candidats de trànsit. Les deteccions candidades s'han obtingut per al voltant del 2,3% de tots els objectius COROT, però trobant esdeveniments de trànsits periòdics no és suficient per reclamar un descobriment de planeta, ja que diverses situacions podrien imitar un planeta en trànsit, com per exemple les estrelles binàries, o un estel més feble eclipsant molt a prop de l'estrella objectiu, la seva llum i la barreja en la corba de llum, es pot reproduir com esdeveniments de trànsits. Una primera selecció es realitza en les corbes de llum, buscant indicis d'eclipsis secundaris o un trànsit més aviat en forma de V, indicatiu d'una naturalesa estel·lar dels trànsits. Per als objectius més brillants, el prisma davant dels sensors CCD d'exoplanetes proporciona fotometria en 3 colors diferents, el que permet rebutjar planetes candidats que tenen diferents profunditats de trànsit en els tres canals, un comportament típic d'estrelles binàries. Aquestes proves permeten descartar el 83% de les deteccions candidates, mentre que el restant 17% són examinats amb el seguiment de la velocitat radial i fotomètrica d'una xarxa de telescopis a tot el món. Les observacions fotomètriques, necessàries per descartar una possible contaminació per una binària eclipsant diluïda, molt a prop de l'objectiu, es porta a terme en diversos instruments de classe mitjana, però també implica al telescopi de Tautenburg de 2 m a Alemanya i el CFHT/Megacam de 3,6 m a Hawaii. El seguiment de la velocitat radial permet descartar els binàris o els sistemes estel·lars múltiples i, proporcionen prou observacions, per determinar la massa dels exoplanetes. El seguiment de la velocitat radial es realitza amb espectògrafs d'alta precisió, com el SOPHIE, el HARPS i el HIRES. Quan s'ha descobert la naturalesa planetària del candidat, es realitza l'espectroscòpia d'alta resolució en l'estrella mare, amb la finalitat de determinar amb precisió els paràmetres estel·lars, una manera que a més deriva les característiques dels exoplanetes. Aquest treball es porta a terme amb telescopis de gran obertura, com l'espectrògraf UVES o el HIRES.
Planetes en trànsit interessants podrien ser seguits per infraroig amb el telescopi espacial Spitzer, per donar una confirmació independent en una longitud d'ona diferent i possiblement detectar la llum reflectida pel planeta o les composicions atmosfèriques. El COROT-7b i COROT-9b ja a han sigut observats per l'Spitzer.
Es van publicar uns documents presentant els resultats de les operacions de seguiment dels candidats planetàris en els camps IRa01, LRc01, LRa01, SRc01. De vegades, la debilitat de l'estrella objectiu o les seves característiques, com ara una alta velocitat de rotació o l'activitat estel·lar forta, no permeten determinar de forma inequívoca la naturalesa o la massa del candidat planetari.

## Descobriments

### Astrosismologia
En revelar la seva microvariabilitat, mesurant les seves oscil·lacions en el nivell de ppm, el COROT proveeix una nova visió a les estrelles mai aconseguida abans per qualsevol observació terrestre.
Més d'un centenar d'estrelles ja s'han observat en els canals astrosísmics. Se'n presenta una anàlisi dels resultats:

#### Pulsadors tipus solar
El COROT va mesurar oscil·lacions i granulació de tipus solars en estrelles més calentes que el Sol. Amb la sorpresa científic, la signatura de granulació suggereixen escales de temps de 30% més grans que el Sol i la mida del grànul 4 vegades més gran que el Sol. Les amplituds d'oscil·lacions que es van trobar foren d'un 25% més gran que les predites a partir d'actuals models teòrics, el que suggereix la necessitat de reformular els models actuals d'estrelles.

#### Períodes rotatoris de subgegants
Els períodes de rotació obtinguts a partir de les corbes de llum del CoRoT per a estrelles subgegants demostren una evolució assumint que la rotació del cos sòlid és incompatible per aquestes estrelles. A la branca subgegant, les separacions dels models de rotació de cossos sòlids i els models amb distribució interna angular d'impuls són satisfactòriament distingides pels mesurats períodes de rotació de les corbes de llum del Corot. El rang de període de rotació per a subgegants reforça l'escena d'una rotació diferencial en profunditat o una rotació ràpida del nucli en aquesta fase evolutiva.

#### Gegants vermelles
El COROT ha proporcionat proves que de modes radials i iradials en gegants vermells, el que confirma l'existència en tan sols un mes.
Sembla que la distribució de les freqüències a la màxima potència entre totes les gegants vermelles observades, pesents en un pic estret, que els científics pensen que ha de suportar la impressió de l'evolució de la nostra galàxia.

#### Qimera, un nou tipus de polsadors
L'estudi de l'estrella HD 180872 va revelar, una amplitud molt baixa, l'existència dels modes de freqüència més alt, a causa d'oscil·lacions estocàstiques. Aquest descobriment obre noves perspectives en l'estudi d'aquests objectes, on les oscil·lacions de baixa freqüència i les superiors podrien ser utilitzades de manera complementària a la sonda del centre i les capes externes de les estrelles.

#### Programes addicionals
Encara que amb una menor relació de senyal a soroll, aplicant la ciència en estrelles s'obté també en les dades del canal dels exoplanetes, on la sonda registra diversos milers de corbes de llum de cada camp observat. L'activitat estel·lar, el període de rotació, l'evolució de les taques de l'estrella, la rotació diferencia, pulsacions són bonics extres, a més del programa principal astrosísmic. també s'han estudiat per primer cop les interaccions estrella-planetes, i les estadístiques sobre sistemes estel·lars múltiples i binaris podria ser definist per la gran mostra de l'estrella observada.
A l'octubre de 2009, la missió COROT va ser subjecte d'un número especial de la del Astronomy and Astrophysics Journal, dedicat als primers resultats de la sonda, on van ser publicats diversos documents amb els resultats en el camp astrosísmic.

### Exoplanetes

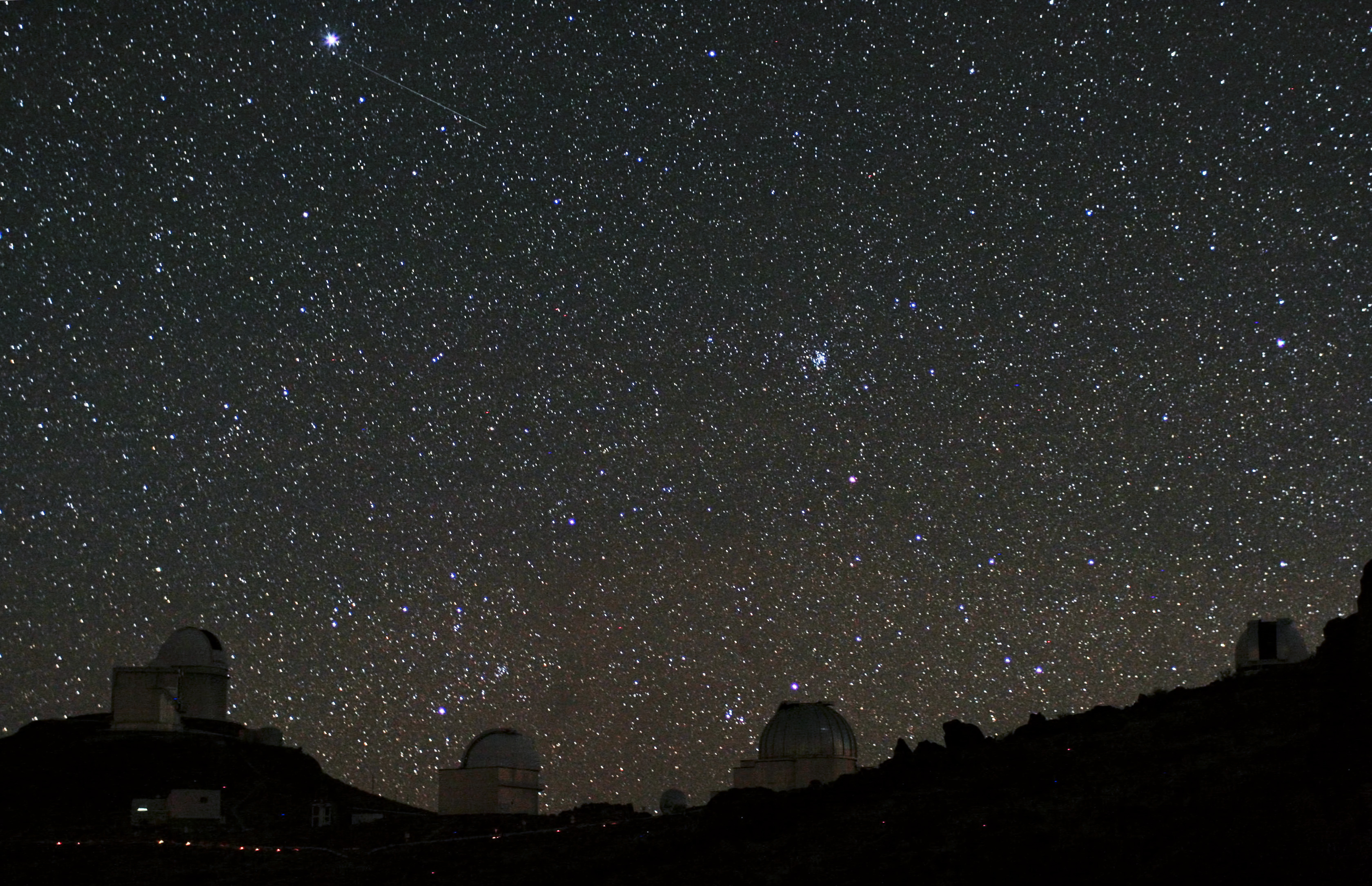
Dos caçadors de planetes a l'Observatori de La Silla.

L'equip investigador d'exoplanetes del COROT va decidir publicar els planetes confirmats i amb informació detallada. Aquesta estratègia, diferent de la seguida per la missió Kepler, on els candidats s'actualitzen regularment i són posats a disposició del públic, resultant ser més en més quantitat. D'altra banda, l'acostament també augmenta el retorn científic de la missió, com el conjunt publicat dels descobriments del COROT constitueixen alguns dels millors estudis d'exoplanetes dutes a terme fins ara.

#### Cronologia dels planetes descoberts
El COROT va descobrir els seus primers planetes en el 2007: els Júpiters ardents com el COROT-1b i COROT-2b. Va resultar en un estudi d'astrosismologia publicat en el mateix any. Per una anàlisi més detallada, el COROT-1b es van convertir en el primers exoplaneta que té un eclipsi secundari detectat en l'òptica, gràcies a la corba de llum d'alta precisió lliurada pel COROT.
En el maig de 2008, la ESA va anunciar dos nous exoplanetes de la mida de Júpiter, COROT-4b i COROT-5b, com també un cos celeste desconegut, el COROT-3b. El COROT-3b, per la seva massa, sembla "quelcom entre una nana marró i un planeta." D'acord amb la definició de planeta proposada pels propietaris de la base de dades exoplanet.eu tres anys més tard, el COROT-3b, és menys massiu que 25 masses de Júpiter, finalment es classifica com un exoplaneta.
En el febrer de 2009, durant el First Corot Symposium, es va anunciar la superterra COROT-7b, que en aquell moment era l'exoplaneta més petit de diàmetre confirmat, en 1,58 de diàmetre terrestre. El descobriment d'un segon planeta no en trànsit en el mateix sistema, el COROT-7c, i un nou Júpiter ardent, el COROT-6b, també va ser anunciat al Symposium.
En el març de 2010, es va anunciar el COROT-9b. Amb el 80% de la massa de Júpiter, i una òrbita similar a la de Mercuri, aquest va ser el primer planeta en trànsit temperat trobat i conegut per ser similar a alguns del nostre propi Sistema Solar.
En el temps del descobriment, va ser el segon període més llarg d'un exoplaneta trobat en trànsit, després del HD80606 b.
En el juny de 2010, l'equip del COROT va anunciar sis nous planetes, COROT-8b, COROT-10b, COROT-11b, COROT-12b, COROT-13b, COROT-14b, i una nana marró, COROT-15b. Tots els planetes anunciats eren de la mida de Júpiter, excepte el COROT-8b, que sembla alguna cosa entre Saturn i Neptú.
En el document de l'agost de 2010, el COROT va detectar els efectes relativistes radiants i lipsoïdals en la corba de llum del COROT-3. La sonda també va poder detecrar temptativament la llum reflectida en ones longitudinals òptiques a HD46375 b, un planeta no transitori.
En el juny de 2011, durant el Second Corot Symposium, la sonda va afegir deu nous objectes al catàleg d'Exoplanetes: COROT-16b, COROT-17b, COROT-18b, COROT-19b, COROT-20b, COROT-21b, COROT-22b, COROT-23b, COROT-24b, COROT-24c. Els últims dos planetes són de la mida de Neptú, i orbiten la mateixa estrella, representant així el sistema primer transitori múltiple detectat per COROT. COROT-22b també es destaca per la seva petita grandària, que té menys de la meitat de la massa de Saturn.
Fins al novembre de 2011, al voltant de 600 candidats addicionals a exoplanetes estan sent examinats per confirmació.

#### Llista de planetes descoberts
Els següents planetes transitoris han sigut anunciats per la missió.
! = sense confirmar

#### Altres descobriments
La taula següent mostra les nanes marrones detectades per COROT però que es van detectar planetes en trànsit en el programa de seguiment: 